# Козолець

Козолець Симончича, найбільша конструкція даного типу в Словенії

Козолець (словен. kozolec) — вертикальна сушарка для сіна без опори, характерна здебільшого для Словенії. Є постійною конструкцією, виконаною з дерева, на якій сушиться корм для тварин (сіно), хоча її застосовують для сушіння не лише його. Інші продукти харчування (кукурудза тощо) також сушаться на ній. Хоча козольці мають здебільшого практичний характер, словенці часто художньо оформлюють їх та представляють як один зі зразків народної архітектури Словенії.

## Розповсюдження
Даний тип конструкції можна знайти майже на всій території Словенії, крім Прекмур'я, східної Штирії та Словенського Примор'я, а також в італійському регіоні Фріулі та окрузі Лієнц (Австрія). У німецькій мові козолець має назву Harpfe або Köse.

## Назви та різновиди
Словенці застосовують такі назви, як kozolec, kozuc (ці назви не є літературними, вживаються стосовно однолінійних сушарок), stog (здебільшого у Верхній Крайні, особливо біля Студора (регіон Бохінь)) і toplar. Перші дві назви, можливо, походять від слова kozel (козел), що випливає з розгалуженої структури, вживаної для зберігання та сушіння сіна чи зерна (подібно до німецького sägebock і англійського sawbuck). Назва stog є похідною від старослов'янського stogъ (купа). Назва toplar (або як варіант doplar) запозичена з австрійського діалекту німецької (Doppler) та застосовується до подвоєних козольців.
Специфічні різновиди козольців:
- одинарні прямолінійні (enojni stegnjeni kozolec)[5]
- одинарні прямолінійні з дахом (stegnjeni kozolec s plaščem)[5]
- подвійні прямолінійні (dvojni stegnjeni kozolec)[5]
- подвійні з дахом (dvojni vezani kozolec)[5]
- подвійні з дахом та однією стійкою (dvojni vezani kozolec v eno drevo)[5]
- подвійні з дахом та двома стійками (dvojni vezani kozolec v dve drevesi, toplar)[5]
- подвійні з дахом розширені (toplar z repom)[6]
- подвійні з дахом та навісом (kozolec s hišo)[6]
- подвійні дворівневі (kozolec na kozla, kozolec na psa)[5]

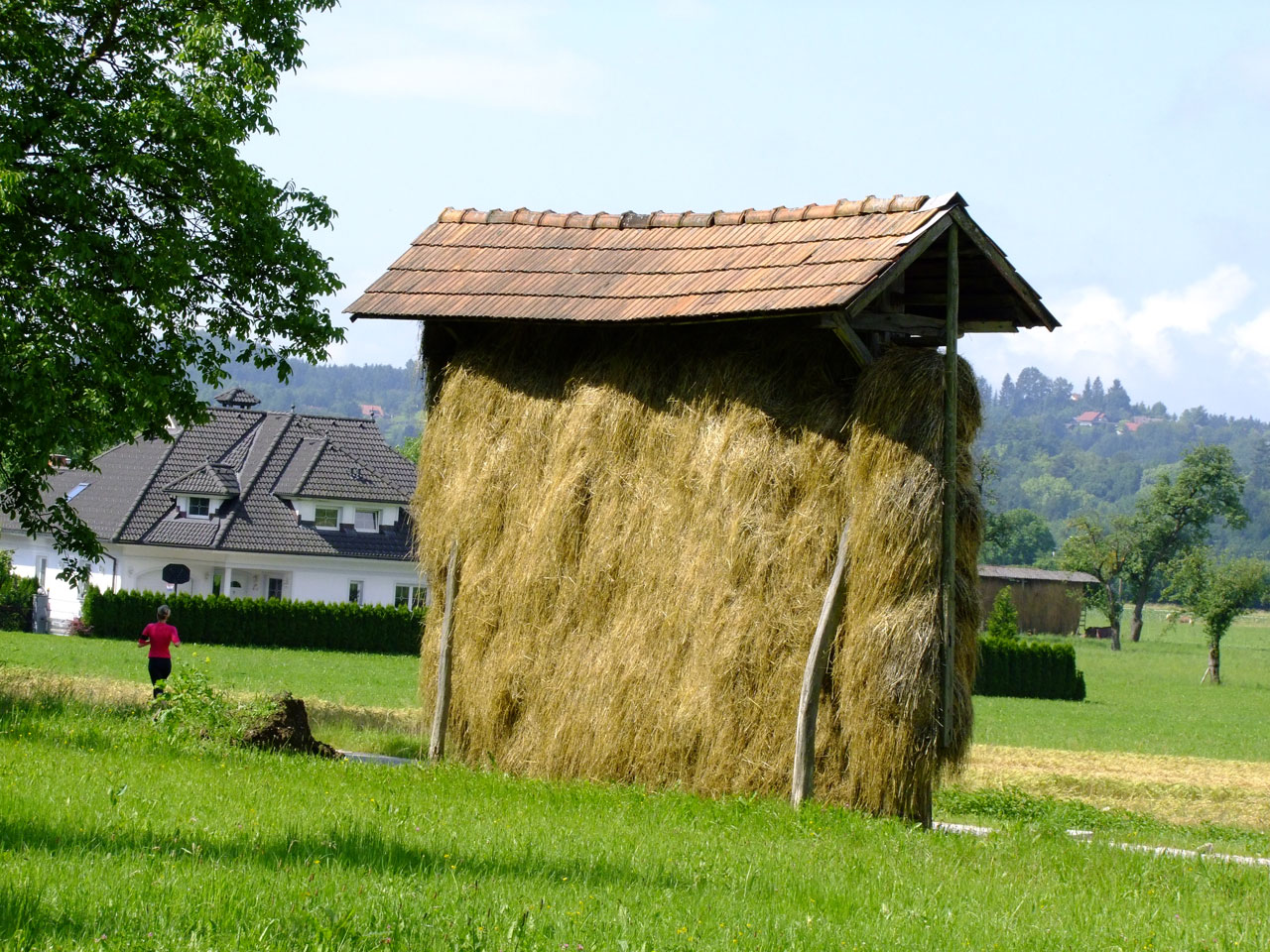
Одинарний прямолінійний козолець
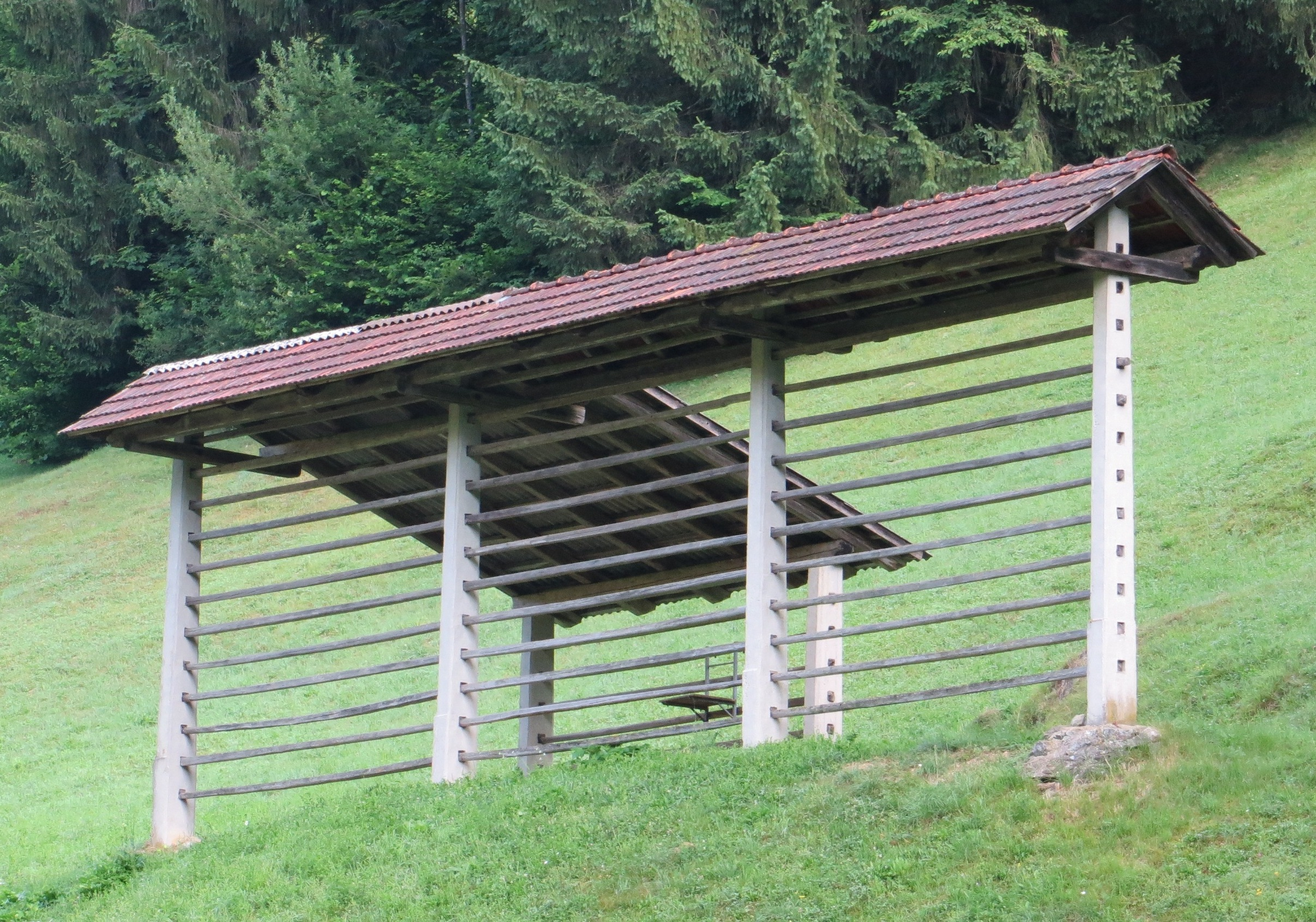
Одинарний прямолінійний козолець із дахом
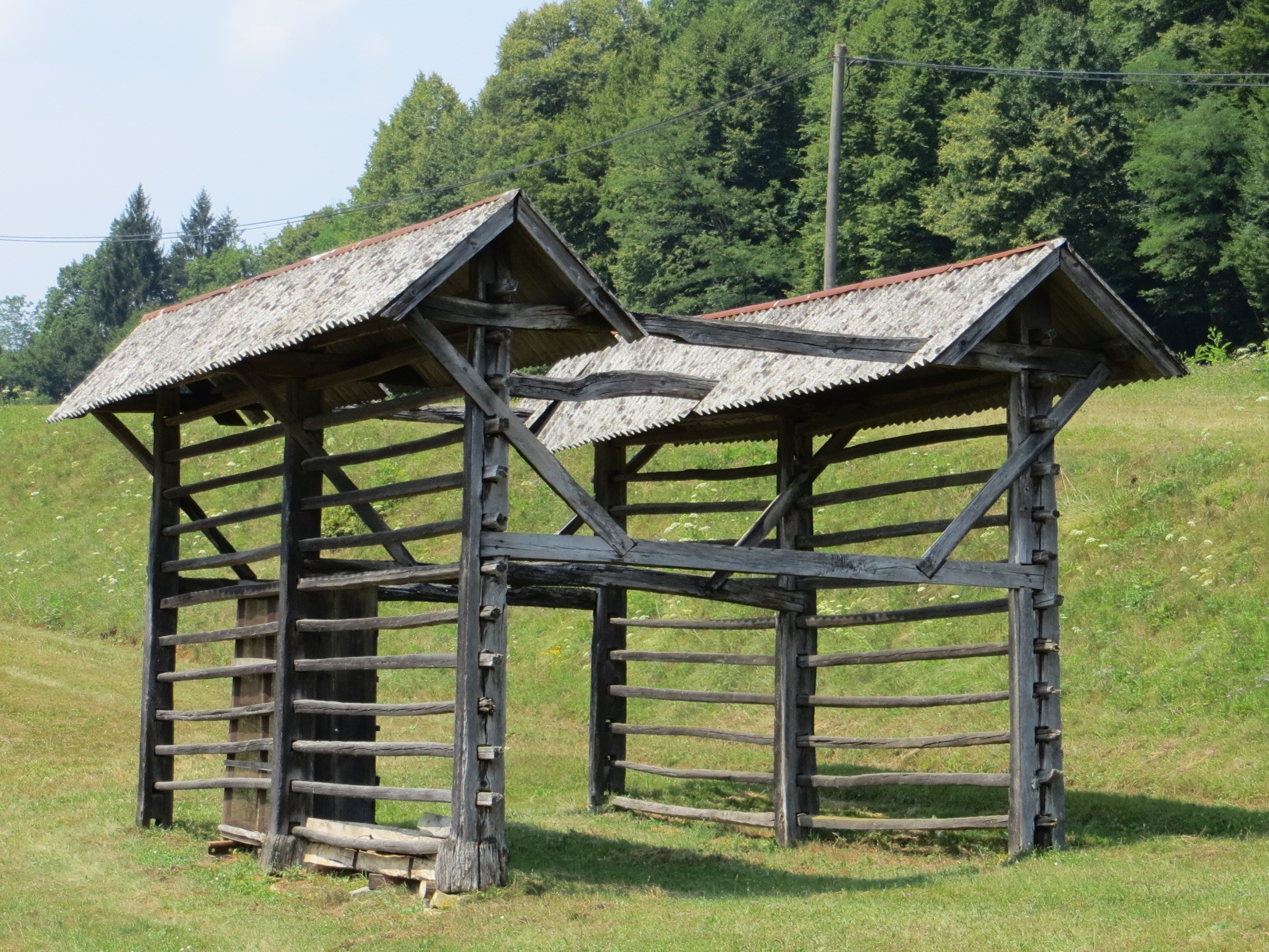
Подвійний прямолінійний козолець
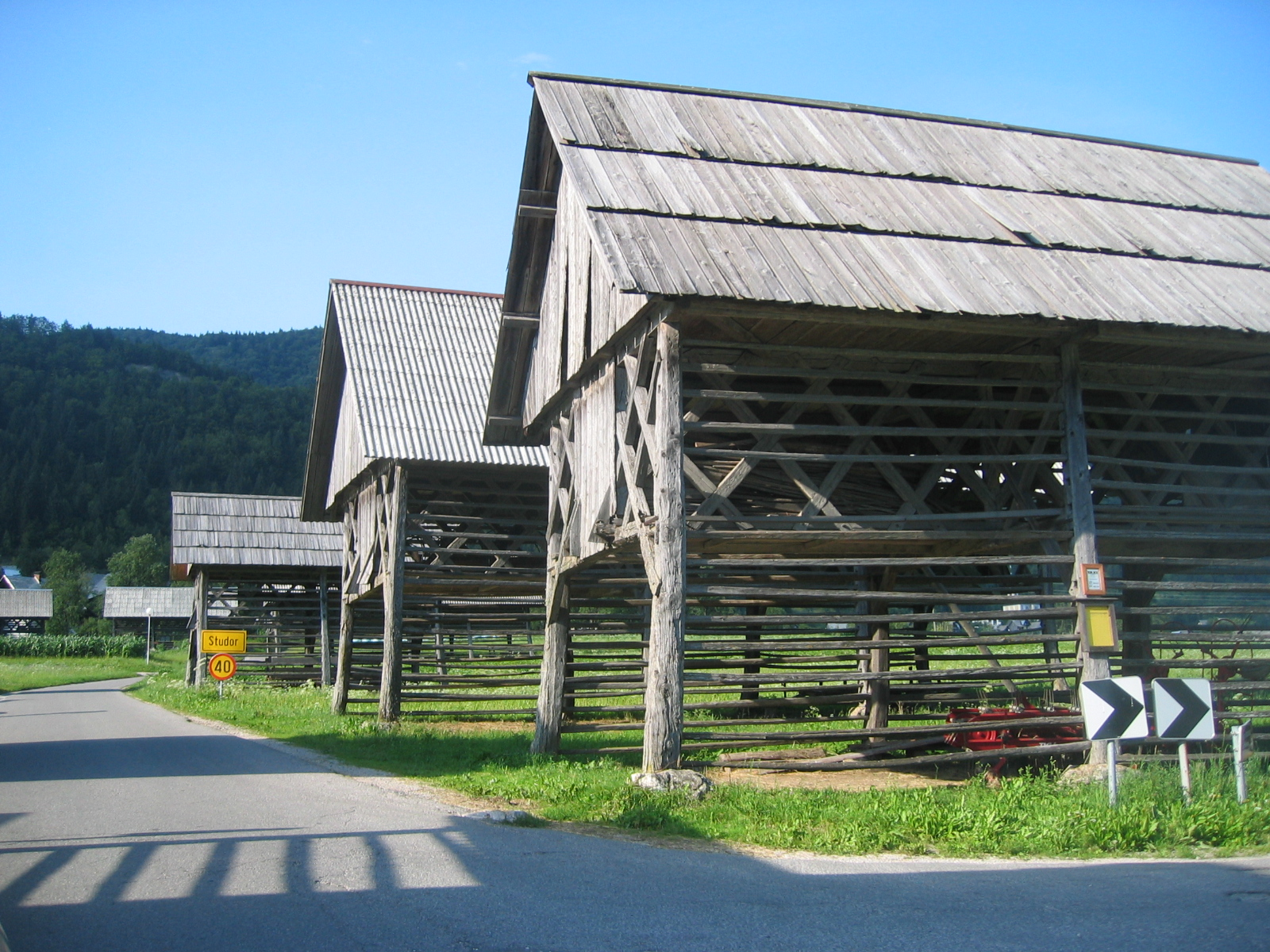
Подвійний козолець із дахом
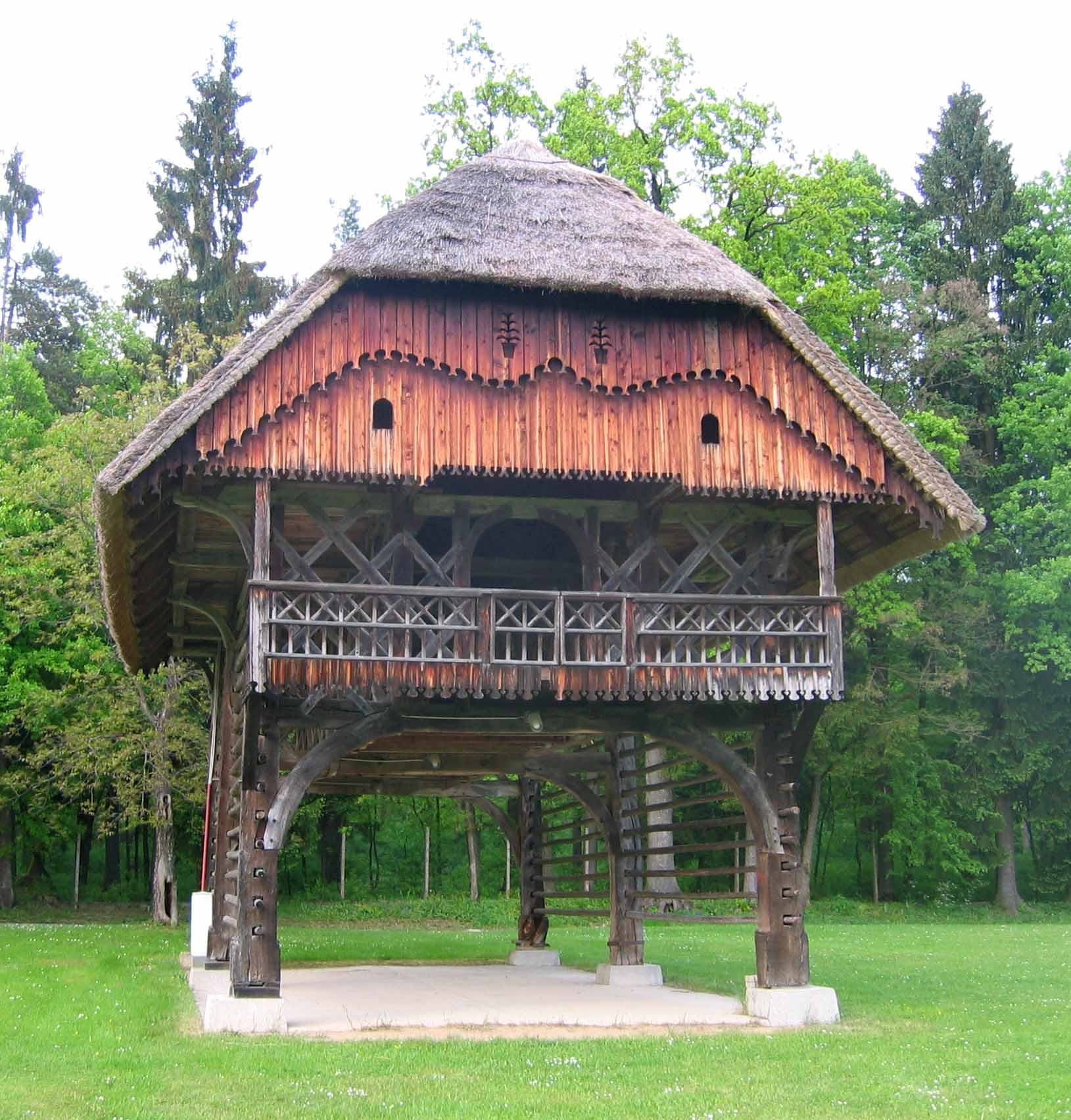
Подвійний козолець із дахом та двома стійками
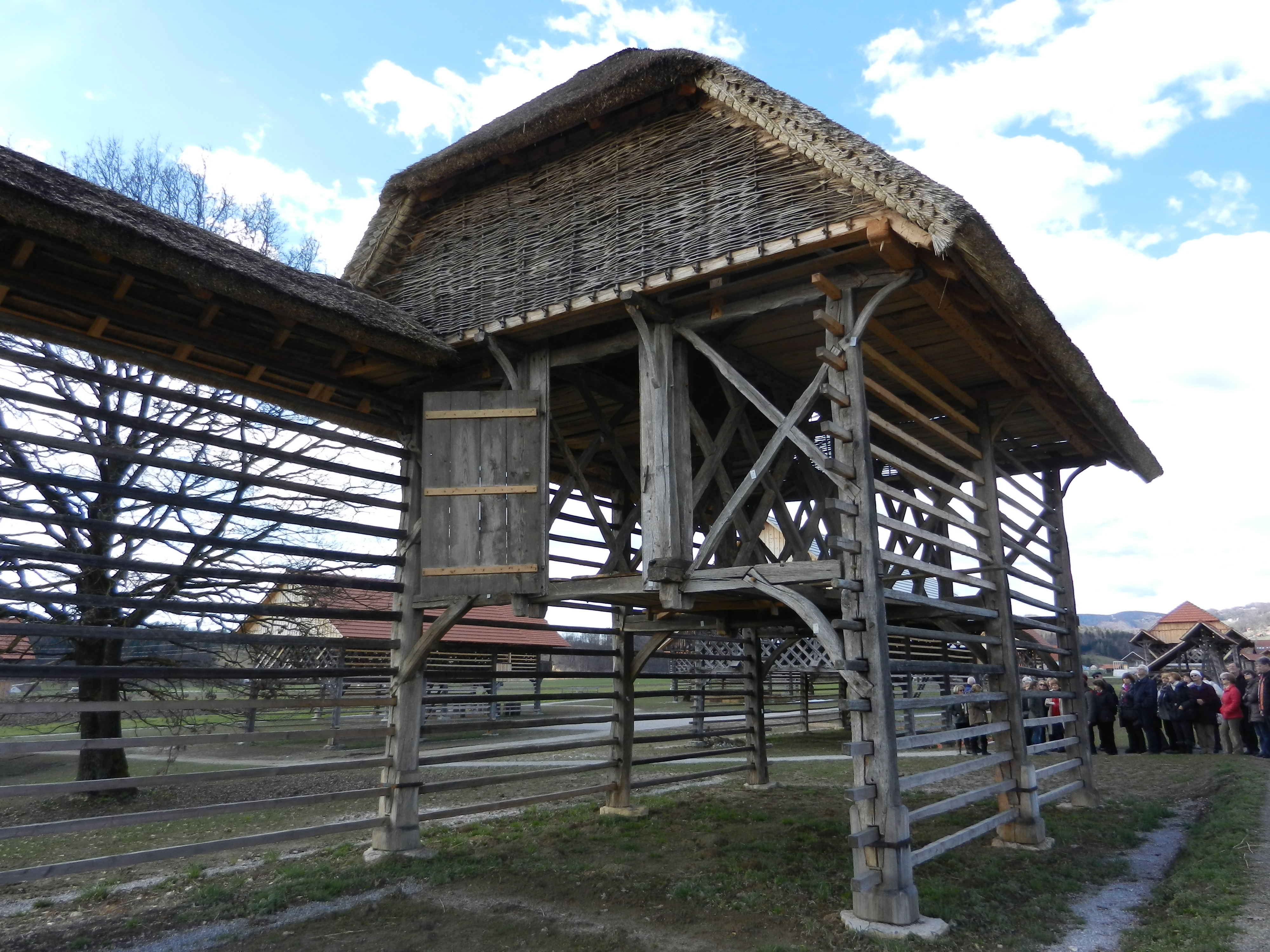
Подвійний козолець із дахом розширений
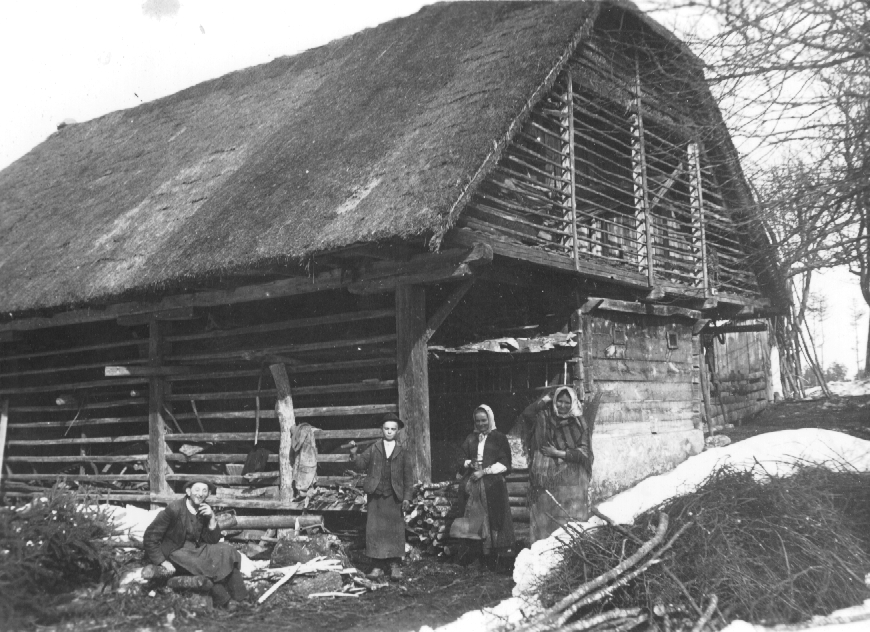
Подвійний козолець із дахом та навісом
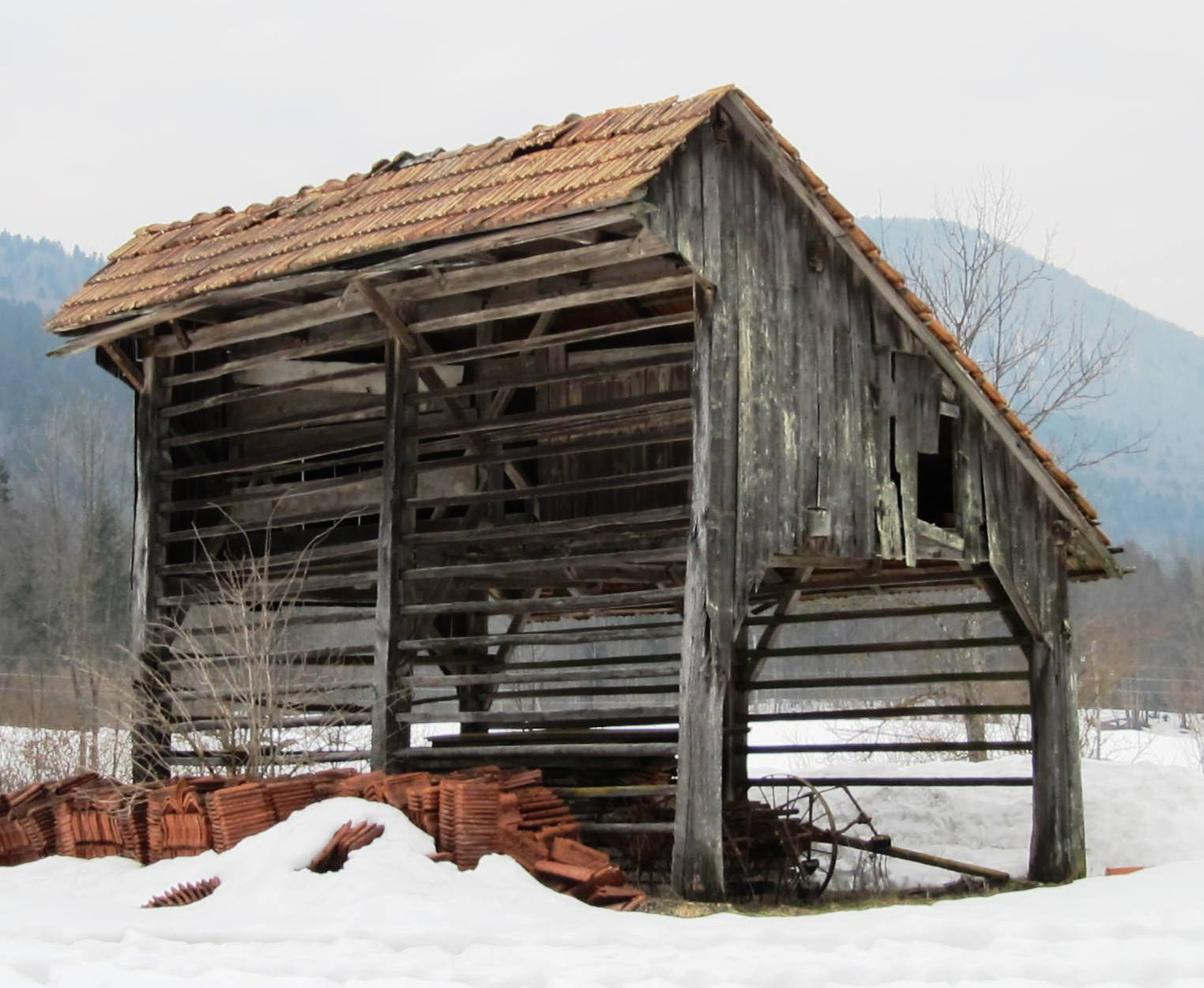
Дворівневий подвійний козолець

## Музей
Протягом 2010—2013 міська влада Шентруперта (південно-східна частина Словенії) побудувала музей просто неба Dežela kozolcev (Країна козольців). Колекція включає в себе дев'ятнадцять зразків сушарок для сіна, серед яких сімнадцять козольців, найстаріший з яких був сконструйований у 1795. У музеї представлені всі типи козольців. Також музей слугує місцем проведення різних заходів. Головним організатором проекту був мер Шентруперта Руперт Гоул. У долині Мирна, де знаходиться Шентруперт, було нараховано більш ніж 650 козольців. Найбільшим серед них, а також з усіх на території Словенії є козолець Симончича (словен. Simončičev kozolec).

## Галерея

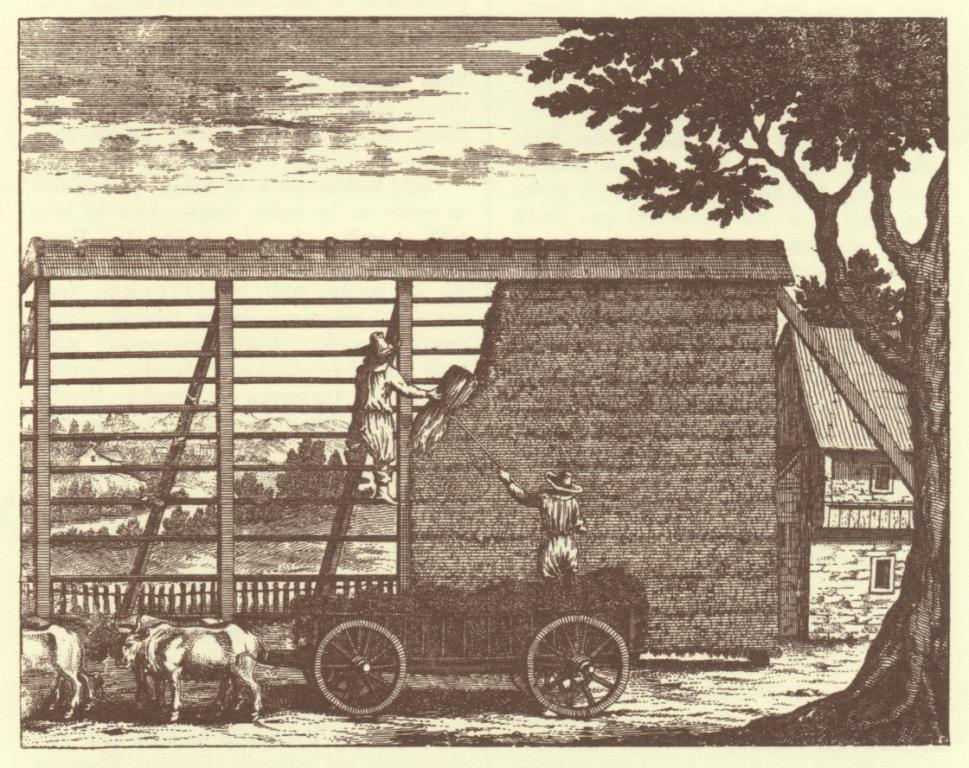
Козолець із сіном (автор зображення Янез Вайкард Вальвазор)
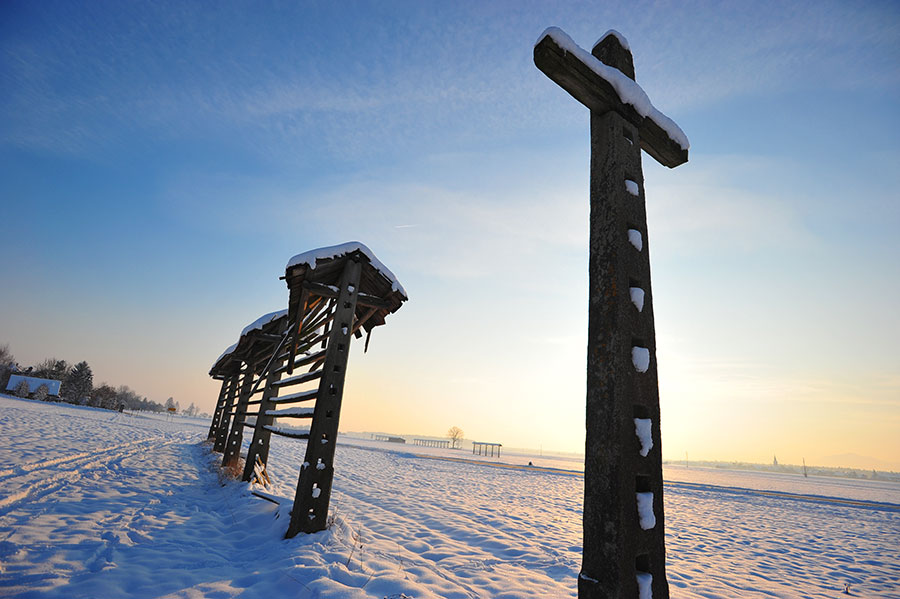
Покинутий одинарний прямолінійний козолець, Олшевек
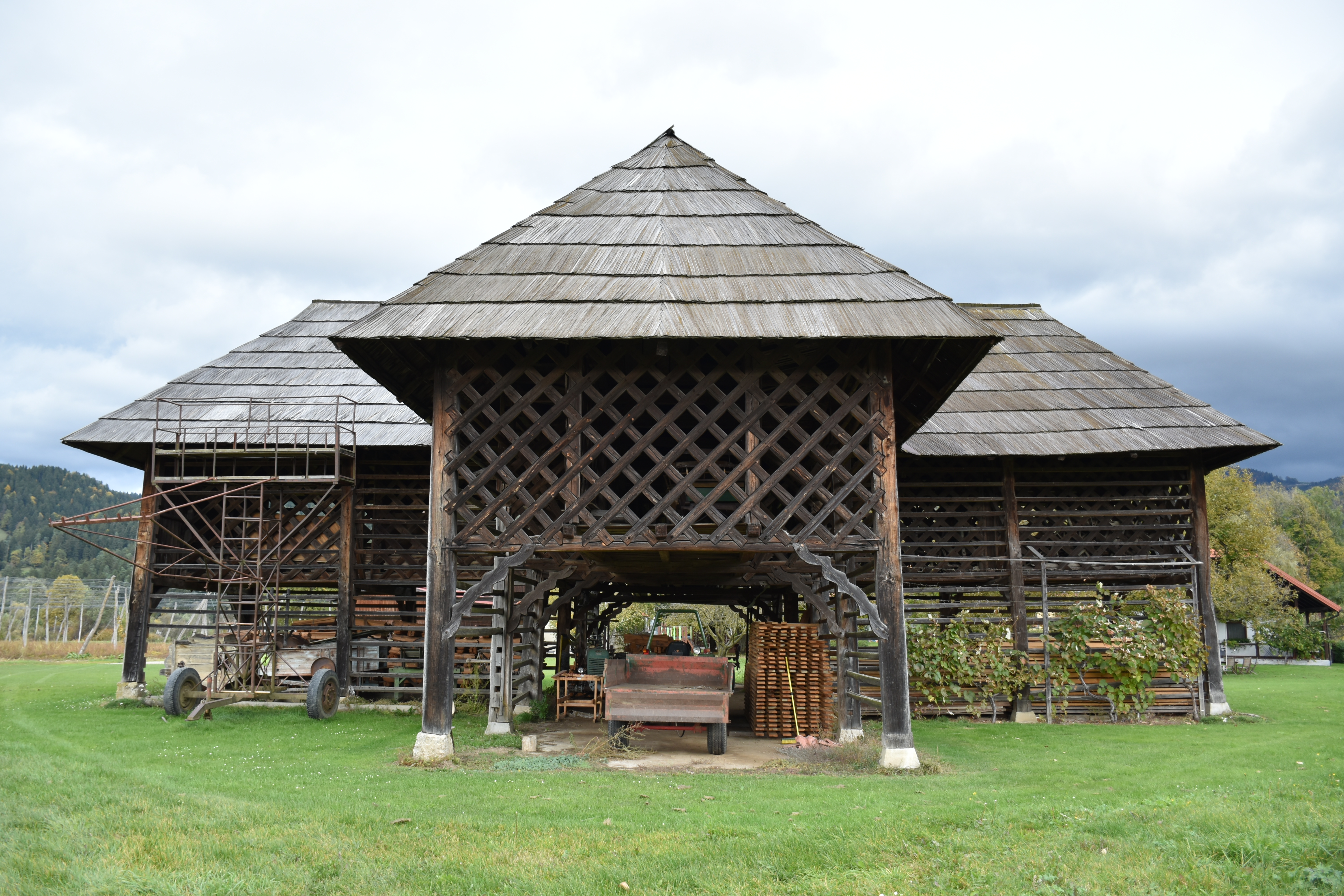
Козолець у Словень Градці
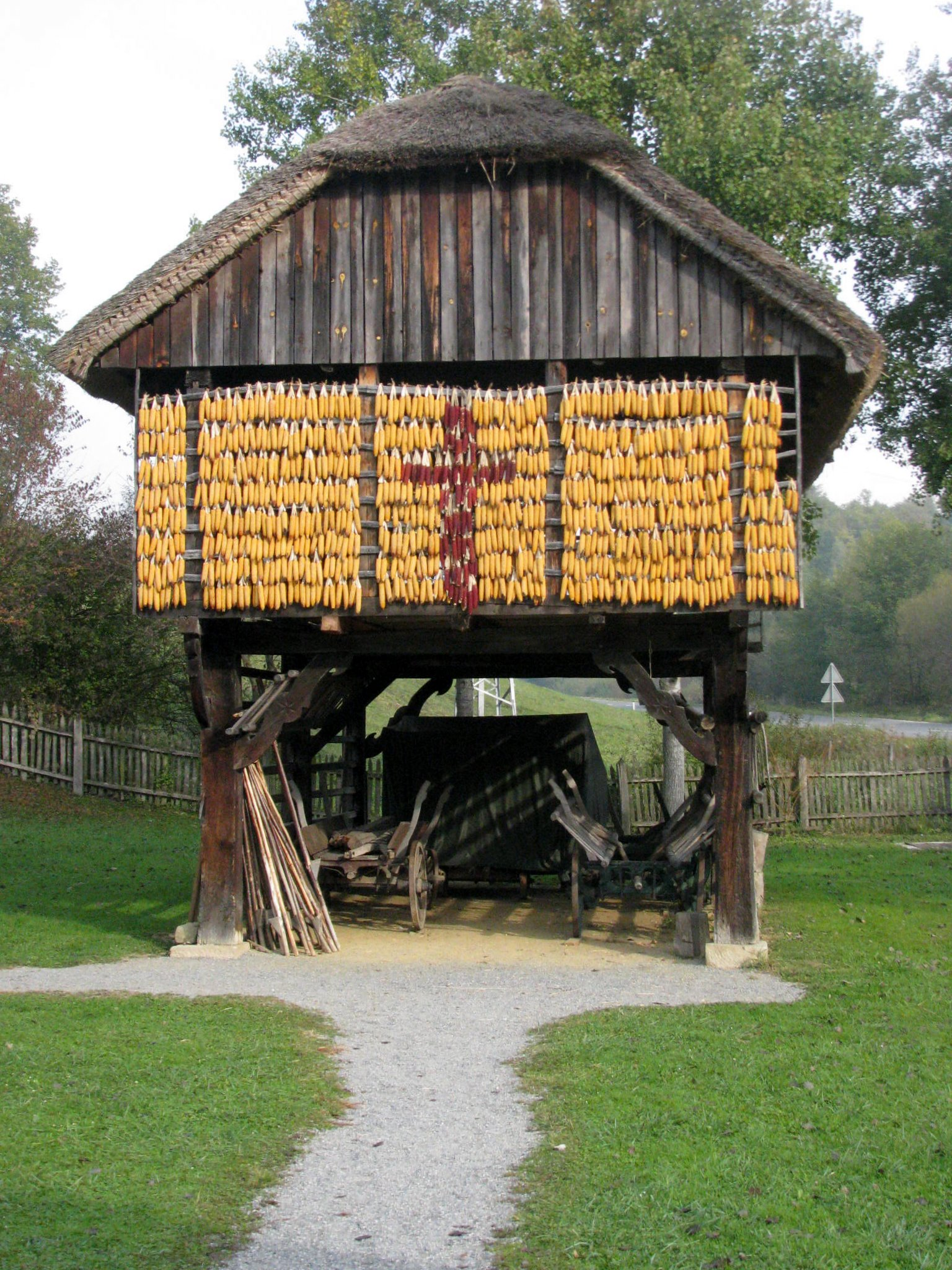
Козолець у Рогатці
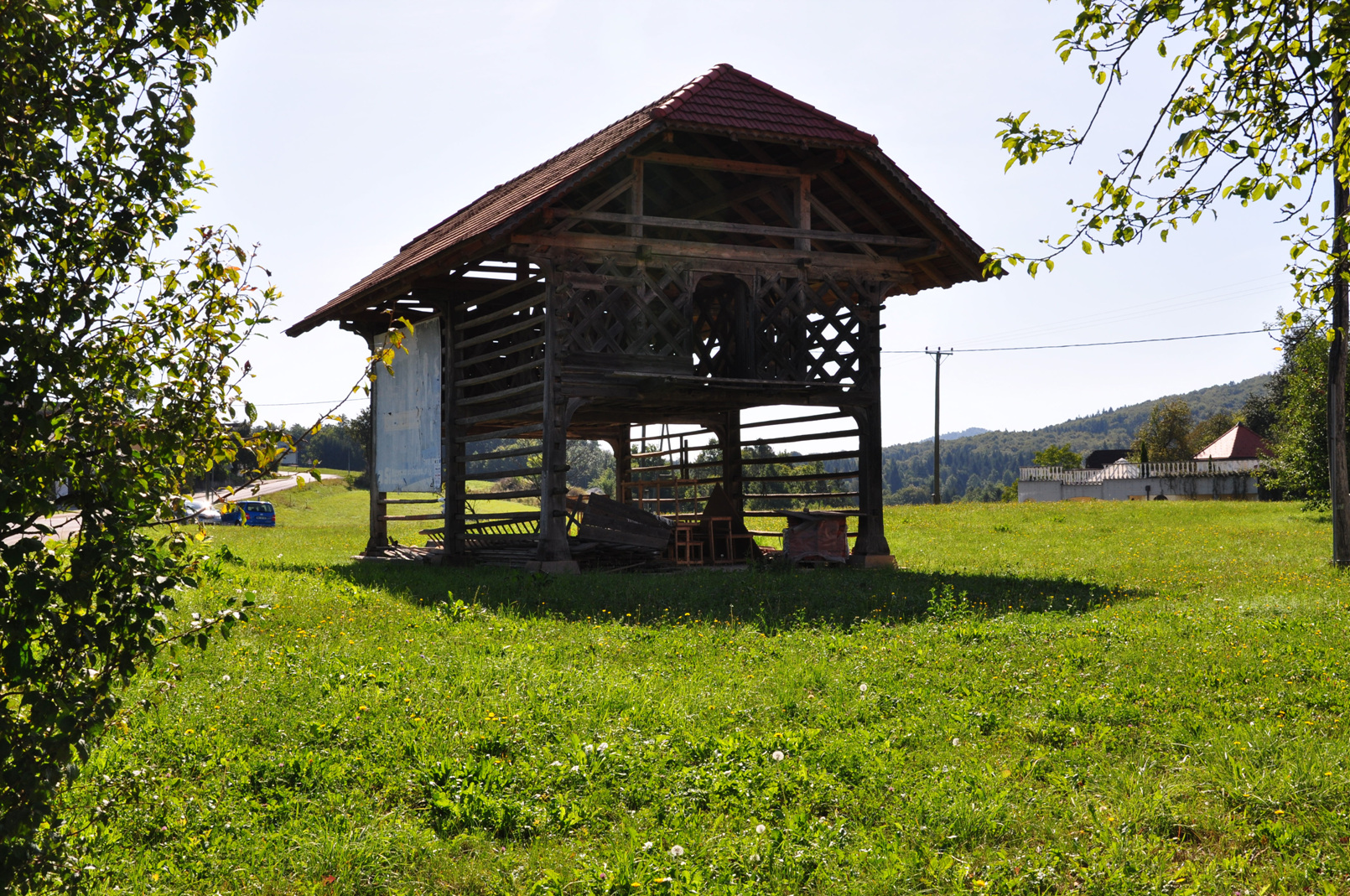
Козолець у Заградці
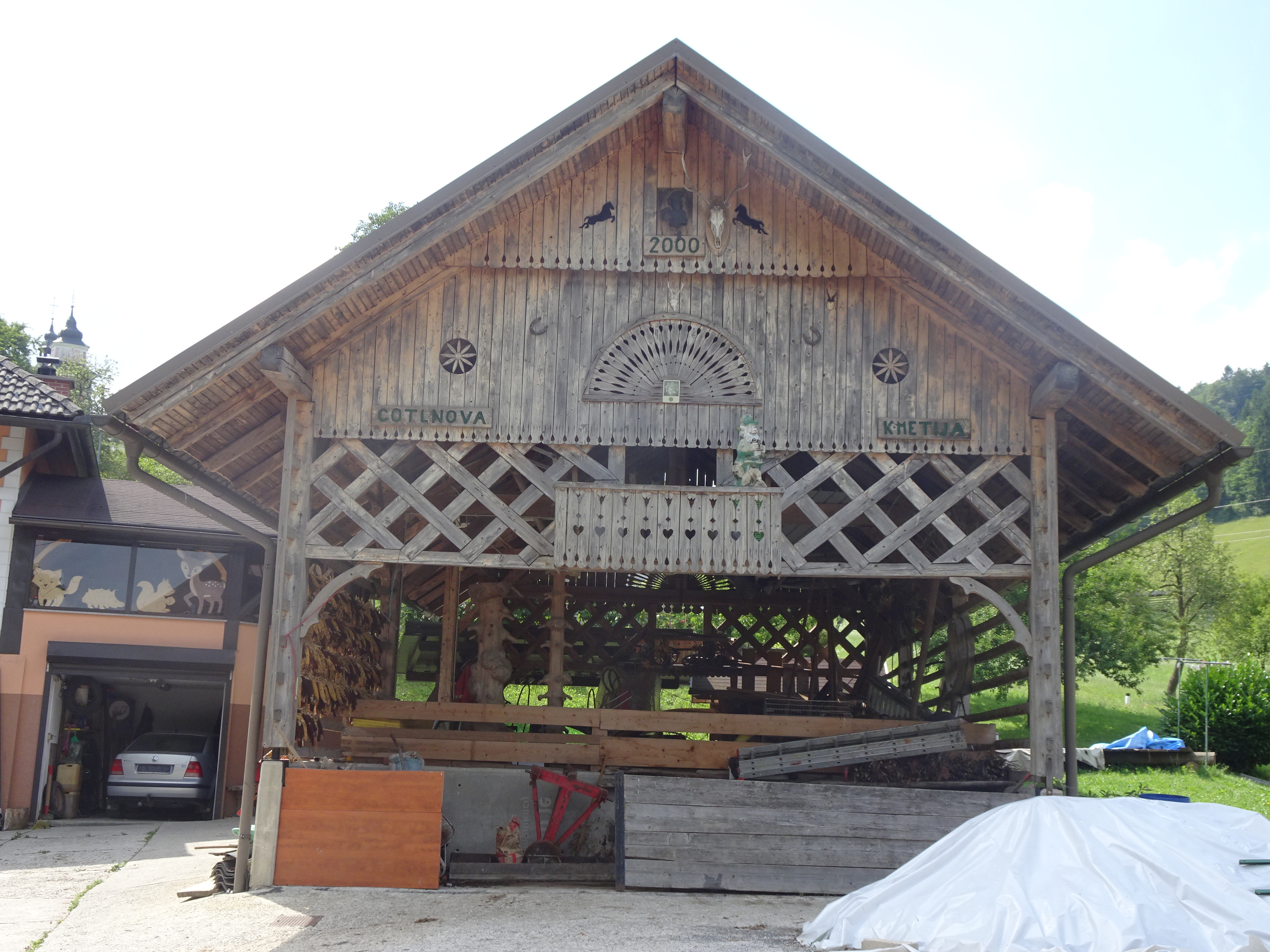
Козолець у Мотнику